# راويان (خوي)
راويان هي قرية في مقاطعة خوي، إيران. عدد سكان هذه القرية هو 1,375 في سنة 2006.